# РБУ-1000
РБУ-1000 (реактивно-бомбомётная установка — 1000), индекс «Смерч-3» — советский реактивный морской бомбомёт со стационарной наводящейся в двух плоскостях установкой с шестью радиально расположенными стволами. Предназначен для уничтожения подводных лодок и атакующих торпед противника.

## Разработка и принятие на вооружение
Реактивно-бомбовая система была разработана Московским НИИ теплотехники (главный конструктор В. А. Масталыгин), принята на вооружение ВМФ СССР в 1961 году. Производство было организовано на заводе № 9.

## Применение и технические характеристики
РБУ могли применяться на кораблях при волнении моря до 8 баллов. РБУ имела собственную систему заряжания; погреб с глубинными бомбами располагался в подпалубном помещении; бомбы на заряжающее устройство подавались специальным подъёмником, опущенный на 90° пакет стволов разворачивался по курсовому углу, автоматически возвращаясь после заряжания в режим наведения. Скорость наведения стволов составляла 30 °/с в автоматическом режиме и 4 °/с в ручном.